# Poritia pleurata
Poritia pleurata är en liten fjäril, 30–40 millimeter i vingspann, som återfinns i Indien, Myanmar och södra Asien. Den tillhör familjen juvelvingar (Lycaenidae).